# Franz von Reichenstein
Franz von Reichenstein, celým jménem Franz Leonhard Müller Freiherr von Reichenstein (3. října 1819 Sibiň – 28. nebo 29. ledna 1880 Oberdöbling), byl rakouský vysoký státní úředník a politik německé národnosti ze Sedmihradska, v 60. letech 19. století poslanec rakouské Říšské rady.

## Biografie
Pocházel z vlivného sedmihradského rodu Müllerů (od července 1788 povýšeného do šlechtického stavu s predikátem von Reichenstein). Byl vnukem přírodovědce Franze Josefa Müllera von Reichenstein (1742–1825).
Roku 1838 nastoupil do státní služby, k sedmihradské pokladně, později působil u dvorní komory. Roku 1849 působil po boku barona Bacha, jmenovaného tehdy komisařem pro civilní záležitosti v Sedmihradsku. Později se stal tajemníkem na ministerstvu vnitra. Od roku 1853 zastával post místodržitelského rady a organizačního rady ve Velkém Varadínu. V roce 1854 byl povýšen na dvorního radu a následujícího roku jmenován za člena nejvyššího urbariálního soudního dvora ve Vídni. V roce 1858 byl přidělen do skupiny úředníků okolo guvernéra Uherska arcivévody Albrechta. Od roku 1861 působil u sedmihradské dvorní kanceláře.
V době svého působení v parlamentu se uvádí jako svobodný pán Franz von Reichenstein, zástupce kancléře sedmihradské dvorní kanceláře.
Počátkem 60. let se s obnovou ústavního systému vlády zapojil i do vysoké politiky. V zemských volbách byl zvolen na Sedmihradský zemský sněm. Působil také coby poslanec Říšské rady (celostátního parlamentu Rakouského císařství), kam ho delegoval Sedmihradský zemský sněm roku 1863 (Říšská rada tehdy ještě byla volena nepřímo, coby sbor delegátů zemských sněmů). 20. října 1863 složil slib, 12. listopadu 1864 opětovně složil slib. Na sněmu i v Říšské radě podporoval únorovou ústavu.
Byl historicky posledním sedmihradským vicekancléřem. Tuto funkci zastával od roku 1863. Od roku 1864 měl titul tajného rady. Po rozpuštění sedmihradské kanceláře v roce 1865 byl mimo službu. Odešel ze státní správy.
Po odchodu ze státní služby vážně onemocněl. Zemřel v lednu 1880.